# 2MASS J11235564+4122286
2MASS J11235564+4122286 ist ein L-Zwerg im Sternbild Großer Wagen. Er wurde 2000 von J. Davy Kirkpatrick et al. entdeckt. Er gehört der Spektralklasse L2.5 an. Seine Position verschiebt sich aufgrund seiner Eigenbewegung jährlich um 0,1258 Bogensekunden.